# Jiacun (köpinghuvudort i Kina, Shaanxi, lat 34,45, long 107,20)
Jiacun är en köpinghuvudort i Kina. Den ligger i provinsen Shaanxi, i den nordvästra delen av landet, omkring 160 kilometer väster om provinshuvudstaden Xi'an. Antalet invånare är 25 795. Befolkningen består av 12 702 kvinnor och 13 093 män. Barn under 15 år utgör 14,0 %, vuxna 15-64 år 77 %, och äldre över 65 år 8,0 %.
Runt Jiacun är det ganska tätbefolkat, med 239 invånare per kvadratkilometer. Närmaste större samhälle är Fengxiang Chengguanzhen, 18,8 km öster om Jiacun. Trakten runt Jiacun består till största delen av jordbruksmark.
Genomsnittlig årsnederbörd är 754 millimeter. Den regnigaste månaden är september, med i genomsnitt 159 mm nederbörd, och den torraste är december, med 2 mm nederbörd.